# Halsbandastrild
Der Halsbandastrild (Nesocharis ansorgei), auch Ansorges Olivastrild genannt, ist eine afrikanische Art aus der Familie der Prachtfinken. Es werden keine Unterarten für diese Art unterschieden.

## Beschreibung
Halsbandastrilde erreichen eine Körperlänge von zehn Zentimeter. Das Männchen hat einen schwarzen Kopf und eine schwarze Kehle. Ein schmales weißes Band trennt den schwarzen Kopf vom Blaugrau des Hinterhalses und den Halsseiten. Auf der Vorderbrust ist dieses Band deutlich breiter und trennt die schwarze Kehle von der dunkel orangegelben Brust. Der Rücken, der Bürzel und die Flügeldecken sind olivgrün, wobei die Flügel etwas grünlicher sind. Die Körperunterseite ist blaugrau. Der Schnabel ist schwarz mit einer bläulichen Basis. Weibchen gleichen den Männchen weitgehend, haben jedoch, ähnlich wie die Meisenastrilde, eine blaugraue anstelle einer dunkel orangegelben Brust.

## Verbreitungsgebiet und Lebensraum
Das Verbreitungsgebiet des Halsbandastrildes erstreckt sich vom Westufer des Albertsees im Norden der Demokratischen Republik Kongo bis zum Kivusee, dem Westen Ugandas und dem Norden Burundis bis zum äußersten Nordwesten Tansanias. Der Lebensraum sind offene Feuchtgebiete, die nur mit einzelnen Büschen und Bäumen bestanden sind sowie wald- und buschbestandene Ufer von Wasserläufen. Er kommt auch auf verwildertem Kulturland vor. Die Höhenverbreitung reicht von 1.000 bis 2.100 Höhenmeter.

## Lebensweise
Halsbandastrilde leben in Paaren oder in kleinen Familienverbänden. Ihre Nahrung besteht aus kleinen Sämereien. Halsbandastrilde brüten gewöhnlich in den Nestern anderer Vogelarten. Meistens handelt es sich um Nester von Meisen- und Brillenweber, die ihre Nester freihängend bauen, so dass die Nester vermutlich vor dem Besuch von Prädatoren wie Schlangen und Buschwürgern besser geschützt sind. Das Gelege besteht aus zwei bis drei weißschaligen Eiern, die von beiden Elternvögeln bebrütet werden.

## Belege

### Einzelbelege
1. ↑   Nicolai et al., S. 46
2. ↑   Fry et al., S. 269